# سابانالارگا (کاساناره)
سابانالارگا (انگلیسی: Sabanalarga, Casanare) نام یک منطقه مسکونی در کلمبیا است.